# Dag Nyman
Dag Nyman, född 26 januari 1942 i Finström, är en finländsk läkare. Han är son till Valdemar Nyman. 
Nyman, som blev medicine och kirurgie doktor 1969, är specialist i invärtes medicin. Han var överläkare för medicinska avdelningen vid Ålands centralsjukhus 1992–2004. Hans vetenskapliga forskning gäller främst koagulationsrubbningar och, under senare år, borrelios. Han tilldelades professors titel 2000 och belönades av Föreningen för invärtes medicin i Finland med Pro medicina interna-priset 2004.